# Huta Padang (Batang Angkola)
Huta Padang is een bestuurslaag in het regentschap Tapanuli Selatan van de provincie Noord-Sumatra, Indonesië. Huta Padang telt 498 inwoners (volkstelling 2010).